# 香港城市大學法律學院於續聘教員時涉嫌種族歧視事件
2001年底，香港城市大學法律學院突然終止聘用七名亞裔教員，被指涉嫌在續聘僱員時歧視亞裔學者，由於事件涉及種族歧視，因此引起各界重視。在立法會的壓力下，香港城市大學設立以大律師余若薇為首的獨立委員會，於2002年8月19日起舉行為期兩週的公開聆訊，在獨立調查委員會公布的初步證人名單的34人當中，校長張信剛亦被傳召出席，成為香港繼港大民調風波後，第二名被公開聆訊及法庭式盤問的大學校長。
事件中，法律學院院長麥高偉被指偏袒歐美籍教員，香港城市大學的上訴委員會在法律學院突然終止七名亞裔教員後進行調查，發現解聘前完全沒有評審有關教員的中文學術著作，聆訊首日由法律學院莫世健博士所提交的歐洲人權法院前院長的意見書亦認為沒有對教員的中文學術著作進行評審是重大缺失。七名法律學院教員聯署投訴院長麥高偉，指其在人事任命上存在種族歧視。副教授梁美芬在事件中曾要求校董會找出責任誰屬及要求院長麥高偉立即辭職。
獨立委員會於參考《人權法》及平等機會委員會助理法律顧問潘力恒的法律意見，認為「未能予以證明」法律學院院長麥高偉在人事任命上存在種族歧視，但認為麥高偉以及香港城市大學人事委員會漠視少數學者提交的中文著作，可能構成語文歧視，並因此構成間接的種族歧視。
事件後，法律學院院長麥高偉至2004年獲受聘為香港中文大學法律學部主任為止，繼續留任法律學院院長，其後法律學院院長一職由華人學者王貴國繼任。而香港城市大學校長張信剛則於2007年退休。